# Lineage II
Lineage II (tiếng Hàn Quốc: 리니지2) là một trò chơi trực tuyến giả tưởng theo thể loại MMORPG trên máy vi tính, lấy bối cảnh 150 năm trước thời đại của bản Lineage. Các nhà phát triển đã quyết định chuyển sang đồ họa 3D thông qua bộ game engine Unreal Engine 2 vì khả năng dàn dựng khung cảnh ngoài trời và các tính năng chỉnh sửa mạnh mẽ của nó. Lineage II trở nên rất nổi tiếng khi được phát hành tại Hàn Quốc ngày 1 tháng 10 năm 2003. Theo báo cáo thì trong tháng 3 năm 2007 trò chơi này có tới 1.000.918 thành viên. Đến nay, đã có hơn 14 triệu người dùng vào chơi Lineage II, chủ yếu là ở Châu Á.
Ngày 30 tháng 11 năm 2011 Lineage II đã thông qua hình thức free-to-play trong Lineage II: Goddess of Destruction, với tất cả nội dung game đều được lưu lại miễn phí dùng để "mua sắm vật phẩm và gói hàng tại các cửa hiệu trong trò chơi". Ngoài ra, Lineage II cũng là một trong những tựa game MMO thuộc đối tượng nghiên cứu về nhân chủng học trong bài viết của Constance Steinkuehler và Dmitri William, 'Where Everybody Knows Your (Screen) Name: Online Games as Third Place'.

## Cách chơi

### Cách chơi cơ bản
Để bắt đầu trong Lineage II, người chơi tạo một nhân vật làm biểu tượng của họ trong trò chơi. Human (con người), Elves (tiên) và Dark Elves (tiên bóng tối) bắt đầu ở vương quốc Aden trong khi Dwarve (người lùn) và Orc (quỷ) bắt đầu ở vương quốc Elmore. Người chơi có thể chọn lựa giữa hai class: fighter (chiến binh) hay mage (pháp sư) để bắt đầu, trừ Dwarve và Kameal chỉ có class chiến binh. Sự chọn lựa này có ảnh hưởng lớn tới cách chơi sau này. Mỗi loài có những đặc điểm khác nhau cho các class.
Khi người chơi tiêu diệt các quái vật trong trò chơi, họ thu được những điểm kinh nghiệm (experience points-EXP) và điểm kỹ năng (skill point-SP). Khi đủ số EXP cần thiết, cấp độ của nhân vật sẽ tăng lên, nhiều chỉ số của nhân vật cũng được tăng cường lên. Người chơi có thể trang bị hoặc tăng cường các kỹ năng của nhân vật qua việc sử dụng điểm SP. Có hai cách chơi phổ biến là đơn độc tiêu diệt quái vật hoặc hợp tác với người chơi khác và tạo thành một nhóm. Chế độ đấu nhau (player versus player-PvP) là một nét đặc trưng của trò chơi. Người chơi cũng có thể làm các nhiệm vụ trong trò chơi để nhận được các vật phẩm quan trọng, các điểm thưởng (exp, sp). Trò chơi cung cấp nhiều hoạt động cho nhân vật như là: giao tiếp, quản lý đội, môn phái, buôn bán vật phẩm trong game.

### Classes và subclasses
Có tổng cộng 36 classes trên 8 giống loài. Mỗi loài và class chuyên biệt đều được thiết lập một thông số riêng cho từng class đó. Sau khi hoàn thành những nhiệm vụ của cấp 75 trở lên, người chơi có thể thêm class phụ (subclass) cho nhân vật của họ. Nhân vật sau khi subclass sẽ trở lại cấp độ (level 40). Có nhiều giới hạn được đặt ra trong việc chọn class phụ của người chơi.

## Đón nhận
Sự đón nhận dành cho Lineage II đa phần đều hỗn tạp, nhận được điểm đánh giá vừa phải từ các website xếp hạng trò chơi điện tử khác nhau. Andrew Park của GameSpot nói rằng trò chơi "đưa ra công việc buồn tẻ lặp đi lặp lại hay một cuộc thách đấu gay go", và không thích hợp cho các game thủ thông thường, những người chỉ có thể chơi được một vài tiếng mỗi ngày. Allen 'Delsyn' Rausch đã gọi Kamael là "một chủng tộc thú vị ở chỗ, không giống như các chủng tộc khác trong Lineage II, họ tập trung đặc biệt vào các con đường chiến binh với các hướng class cấp cao tách biệt theo giới tính."
Bản mở rộng Chronicle 5: Oath of Blood đã thắng giải Expansion of the Year (Bản mở rộng của Năm) tại lễ trao giải Stratics Central Editor's Choice Awards 2006, và Lineage II còn giành được giải Honorable Mention for the Game of the Year (Tuyên dương đáng vinh danh dành cho Game của Năm).

## Phần tiếp theo
Ngày 8 tháng 11 năm 2011, NCsoft đã chính thức công bố Lineage Eternal là phần tiếp theo của Lineage I. Những đoạn video về gameplay lần đầu tiên ra mắt tại hội nghị game G-Star 2011 tại Hàn Quốc vào ngày 10 tháng 11 năm 2011.